# Pipturus verticillatus
Pipturus verticillatus är en nässelväxtart som beskrevs av H. Winkl.. Pipturus verticillatus ingår i släktet Pipturus och familjen nässelväxter. Inga underarter finns listade i Catalogue of Life.